# 一行
一行（いちぎょう、いっこう、諡号：大慧禅師、弘道元年（683年） - 開元15年10月8日（727年11月25日））は、中国の唐代の僧であり、天文学者でもある。俗名は張遂で、大衍暦を編纂した。本貫は魏州繁水県。曾祖父は張公謹。祖父は張大素。父は張懍。
683年に邢州鉅鹿県に生まれる。禅・律・天台教学・密教・天文学・暦学を学び、善無畏の『大毘盧遮那成仏神変加持経』7巻の翻訳事業に参加し、その際の講義を『大日経疏』20巻としてまとめた。善無畏・金剛智から密教を学んだ。真言八祖（伝持の八祖）の一人。
また、それまで使用されていた麟徳暦が日食予報に不備があるため、梁令瓚と共に黄道游儀や水運渾象（水力式天球儀）を作成して天体観測を行い、更に南宮説と共に北は鉄勒から南は交州に至る大規模な子午線測量を行って、緯度差1度に相当する子午線弧長が351里80歩（約123.7km）という結果を算出し、それらの観測結果に基づいて『開元大衍暦』52巻を作成した。

## 略歴
- 683年 邢州鉅鹿県にて誕生
- 703年 荊州玉泉寺の天台宗僧弘景の下で出家
- 704年頃 嵩山の普寂に禅を学ぶ
- 705年頃 金剛智から陀羅尼を学習
- 707年頃 玉泉寺の恵真に戒律を学ぶ
- 710年頃 天台山国清寺で開眼
- 715年頃 長安に招聘される
- 721年 玄宗の命により、新暦を作成
- 727年 示寂。新暦「大衍暦」が完成
- 729年 大衍暦が官暦として採用される

## 伝記
- 『宋高僧伝』巻五